# Cafè Central

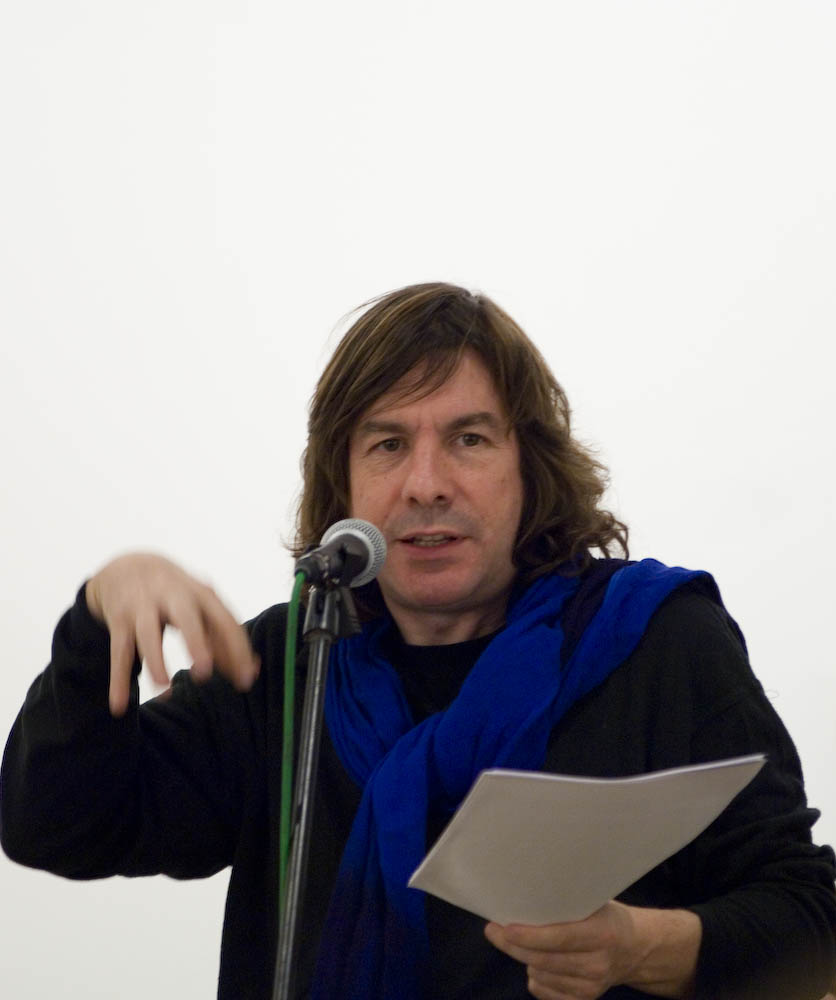
Víctor Sunyol a Cerdanyola del Vallès

Cafè Central és un projecte editorial independent al servei de la poesia, creat l'any 1989 per Antoni Clapés i actualment dirigit per ell mateix juntament amb Víctor Sunyol.

## Història
El poeta i traductor Antoni Clapés comptava ja amb l'experiència editorial adquirida al capdavant d'Edicions dels Dies; en aquell modest segell, unit a la llibreria del mateix nom, havien vist la llum textos de coneguts noms de la literatura catalana, d'estètica sovint avantguardista (Feliu Formosa, Jordi Vintró, Joaquim Sala-Sanahuja, Jordi Coca i Miquel Bauçà, entre d'altres).
Edicions dels Dies va estar activa des del 1980 fins al 1986; tres anys després, el 1989, Antoni Clapés va fundar Cafè Central, concebut no únicament com a casa editora sinó també com a empresa cultural; la impressió i venda de plaquettes era en certa manera inseparable dels recitals poètics, conferències, taules rodones i presentacions organitzades per l'editorial. De la col·laboració i la incorporació al projecte d'un poeta vinculat a l'Editorial Eumo, Victor Sunyol, va sorgir la col·lecció Jardins de Samarcanda, editada conjuntament per Eumo i Cafè Central.

## El catàleg[3]
- Col·lecció plaquetes: Col·lecció multilingüe i interdisciplinar de noranta-nou títols d'unes vuit pàgines amb un tiratge de noranta-nou exemplars (1989-1999). Va ser a l'inici de Cafè Central
- Col·lecció Els ulls de Tirèsies: Plaquettes de poesia
- Col·lecció Black Mountain: Llibres en coedició amb Emboscall Editorial
- Col·lecció Jardins de Samarcanda: Llibres de poesia, en coedició amb Eumo Editorial
- Col·lecció Balbec: Textos en la frontera
- Col·lecció Altazor: Poesia en llengua castellana
- Col·lecció Paisatge involuntari: Narrativa
- Col·lecció Cop de daus: Llibres de poesia i dibuix
- Col·lecció Poètiques: Col·lecció de textos poètics d'unes dotze pàgines

## Col·lecció Jardins de Samarcanda
La col·lecció Jardins de Samarcanda, convertida amb els anys en una de les col·leccions més emblemàtiques de poesia en llengua catalana, és el principal actiu de l'editorial. Inscrita, segons Clapés, «dins una poètica oberta de propòsits renovadors», la col·lecció es va obrir amb S'ha rebentat l'hospici (1992), de Carles Hac Mor, i des d'aleshores ha alternat les traduccions d'autors clàssics i moderns (William Shakesperare, William Blake, Elizabeth Barrett Browning, Emily Dickinson, Konstantinos Kavafis, Saint-John Perse, Giuseppe Ungaretti, Peter Handke, Rose Ausländer, Thomas Bernhard, Anise Koltz, Philippe Jaccottet, Nicole Brossard, Denise Desautels, Louise Dupré) amb valors recents de la lírica catalana (Margarita Ballester, Josep Maria Sala-Valldaura, Antònia Vicens, Carles Camps Mundó, Vicent Alonso o Ivette Nadal), sobrepassant amb escreix el centenar de volums.

## Premi Jordi Domènech de Traducció de Poesia
Per tal d'impulsar la difusió i renovació poètica en llengua catalana, Cafè Central convoca anualment el Premi "Jordi Domènech" de Traducció de Poesia, en homenatge a l'amic, poeta, traductor i col·laborador. El Jurat està format per professionals de la traducció i amics del poeta: Sam Abrams, Nathalie Bittoun-Debruyne, Feliu Formosa, Joaquim Sala-Sanahuja, Josep Maria Sala-Valldaura, Dolors Udina, Carlos Vitale i Víctor Sunyol (secretari).
Els guanyadors han estat:
- 2005. Joan Casas, per la traducció del llibre Tard, molt tard, de nit entrada, de Iannis Ritsos. Vic: 2005. Eumo Editorial i Cafè Central. Jardins de Samarcanda, 38.
- 2006. Desert.
- 2007. Josep Domènech Ponsatí, per la traducció de Rara mar, d'Armando Freita Filho. Vic: 2007. Eumo Editorial i Cafè Central. Jardins de Samarcanda, 45.
- 2008. Eusebi Ayensa, per la traducció de Poemes inacabats, de Konstandinos Petru Kavafis.
- 2009. Isidor Marí, per la traducció de Vents, de Saint-John Perse. Eumo Editorial i Cafè Central. Jardins de Samarcanda, 54.
- 2010. Txema Martínez Inglés, per la traducció de Sonnets, de William Shakespeare. Vic: 2010. Eumo Editorial i Cafè Central. Jardins de Samarcanda, 58.
- 2011. Antoni Xumet, per la traducció de Gravitacions, d'António Ramos Rosa. Vic: 2011. Eumo Editorial i Cafè Central. Jardins de Samarcanda, 61.
- 2012. Gemma Gorga, per la traducció de Vint esmorzars cap a la mort, de Dilip Chitre. Vic: 2012. Eumo Editorial i Cafè Central. Jardins de Samarcanda, 65.

## Medalla FAD
Cafè Central va ser distingit l'any 2007 amb la medalla FAD.